# Підбірна (присілок)
Підбі́рна (рос. Подборная) — присілок у складі Білозерського району Курганської області, Росія. Входить до складу Вагінської сільської ради.
Населення — 41 особа (2010, 115 у 2002).